# Americijum(IV) fluorid
Americijum(IV) fluorid ili americijum tetrafluorid je hemijsko jedinjenje koje se sastoji od americijuma i fluorida. Njegova formula je AmF4.